# Franz Vogt (Unternehmer)
Franz Vogt (* 23. September 1920 in Gießen; † 12. Februar 2006 ebenda) war ein deutscher Kaufmann und Unternehmer.

## Werdegang
Vogt war Sohn des Firmengründers des Büromöbelherstellers Franz Vogt & Co. (VOKO) in Pohlheim bei Gießen. Nach dem frühen Tod seines Vaters übernahm er die Leitung des Unternehmens.
Er war Präsident der IHK Gießen sowie Vorsitzender des Verbands der Deutschen Büromöbelindustrie in Wiesbaden, Vizepräsident des Verbands der europäischen Stahlbüromöbelhersteller (FEMB) und Ehrenpräsident des Verbands der europäischen Büromöbelhersteller (FEMB).
Vogt gehörte zudem dem Vorstand der Deutschen Industrie- und Handelskammer an.
Aus seinem Privatvermögen gründete er die gemeinnützige Franz-Vogt-Stiftung. Sie stellte der Universität Gießen zwischen 1988 und 2000 die Mittel zur jährlichen Verleihung der Franz-Vogt-Preise in den Sektionen Geisteswissenschaften und Naturwissenschaften zur Verfügung.

## Ehrungen
- 1971: Verdienstkreuz 1. Klasse der Bundesrepublik Deutschland
- 1980: Großes Verdienstkreuz der Bundesrepublik Deutschland
- 1990: Großes Verdienstkreuz mit Stern der Bundesrepublik Deutschland
- 1991: Hessischer Verdienstorden
- Ehrensenator der Universität Gießen
- Ehrenpräsident der IHK Gießen